# Mon cœur t'appelle (film, 1934)
Pour les articles homonymes, voir Mon cœur t'appelle.
Pour plus de détails, voir Fiche technique et Distribution.
Mon cœur t'appelle est un film franco-allemand réalisé par Carmine Gallone et Serge Veber, sorti en 1934.

## Synopsis
Rosé (Lucien Baroux), metteur en scène d'opéra, et sa compagnie se rendent à Monte-Carlo où ils espèrent être engagés pour se produire à l'Opéra de Monte-Carlo. Pendant le voyage en bateau, Mario (Jan Kiepura), le ténor joyeux, rencontre, Nicole (Danielle Darrieux), une fille cachée dans sa cabine. Il l'aide à répéter pour son audition et bientôt elle est adoptée par toute la troupe mais le directeur de l'opéra, M. Arvelle (Charles Deschamps) n'a pas l'intention de les engager. Sachant qu'il a un faible pour la gent féminine Nicole essaie alors de le persuader de reconsidérer l'offre.

## Fiche technique
- Titre français : Mon cœur t'appelle
- Titre allemand : Mein Herz ruft nacht dir
- Titre anglophone (États-Unis/Royaume-Uni) : My Heart Is Calling You
- Réalisation : Carmine Gallone et Serge Veber
- Scénario : Ernst Marischka, Emeric Pressburger (non crédité)
- Photographie : Friedl Behn-Grund, Glen MacWilliams
- Montage : Eduard von Borsody
- Musique : Robert Stolz
- Chef d'orchestre : Werner Schmidt-Boelcke (de)
- Direction artistique : Kurt Herlth, Werner Schlichting
- Costumes : Walter Leder, Elisabeth Massary
- Son : Hermann Fritzsching
- Producteurs : Arnold Pressburger, Gregor Rabinovitch
- Sociétés de production : Gaumont Franco Film Aubert (GFFA) (France) ; Cine-Allianz Tonfilm (de) (Allemagne) ; Gaumont British Picture Corporation (Royaume-Uni)
- Sociétés de distribution : Les Films Osso (Paris)
- Pays de production :  France, [ Allemagne
- Langue : Français
- Métrage : 2 274 mètres (8 bobines)
- Format : Noir et blanc - 35 mm - 1,37:1 - Son : mono
- Genre : Comédie musicale
- Durée : 84 minutes
- Dates de sortie : 
  - France :  14 septembre 1934 (Paris)
  - États-Unis : 1er mai 1935

## Distribution

### Version française
- Jan Kiepura : Mario Delmonti
- Danielle Darrieux : Nicole Nadin
- Lucien Baroux : Rosé
- Julien Carette : Coq
- Colette Darfeuil : Margot
- André Gabriello : Favrolles
- Charles Dechamps : M. Arvelle, le directeur de l'opéra
- Jeanne Cheirel : la directrice d'un salon de mode
- Rolla France : Vera Valetti
- Nono Lecorre : Casserole
- Pierre Piérade
- Paul Kemp : un homme dans le casino

## Autour du film
- Le film fut tourné simultanément en versions allemande, française et anglaise. Dans les versions anglaise et allemande c'est Marta Eggerth qui tient le premier rôle féminin.